# Journal of Solid State Electrochemistry
Journal of Solid State Electrochemistry (abrégé en J. Solid State Electrochem.) est une revue scientifique à comité de lecture mensuelle qui publie des articles à l'interface de la chimie du solide et de l'électrochimie.
D'après le Journal Citation Reports, le facteur d'impact de ce journal était de 1,821 en 2009. Actuellement, le directeur de publication est Fritz Scholz (Université de Greifswald, Allemagne).